# Miembro Nominado del Parlamento

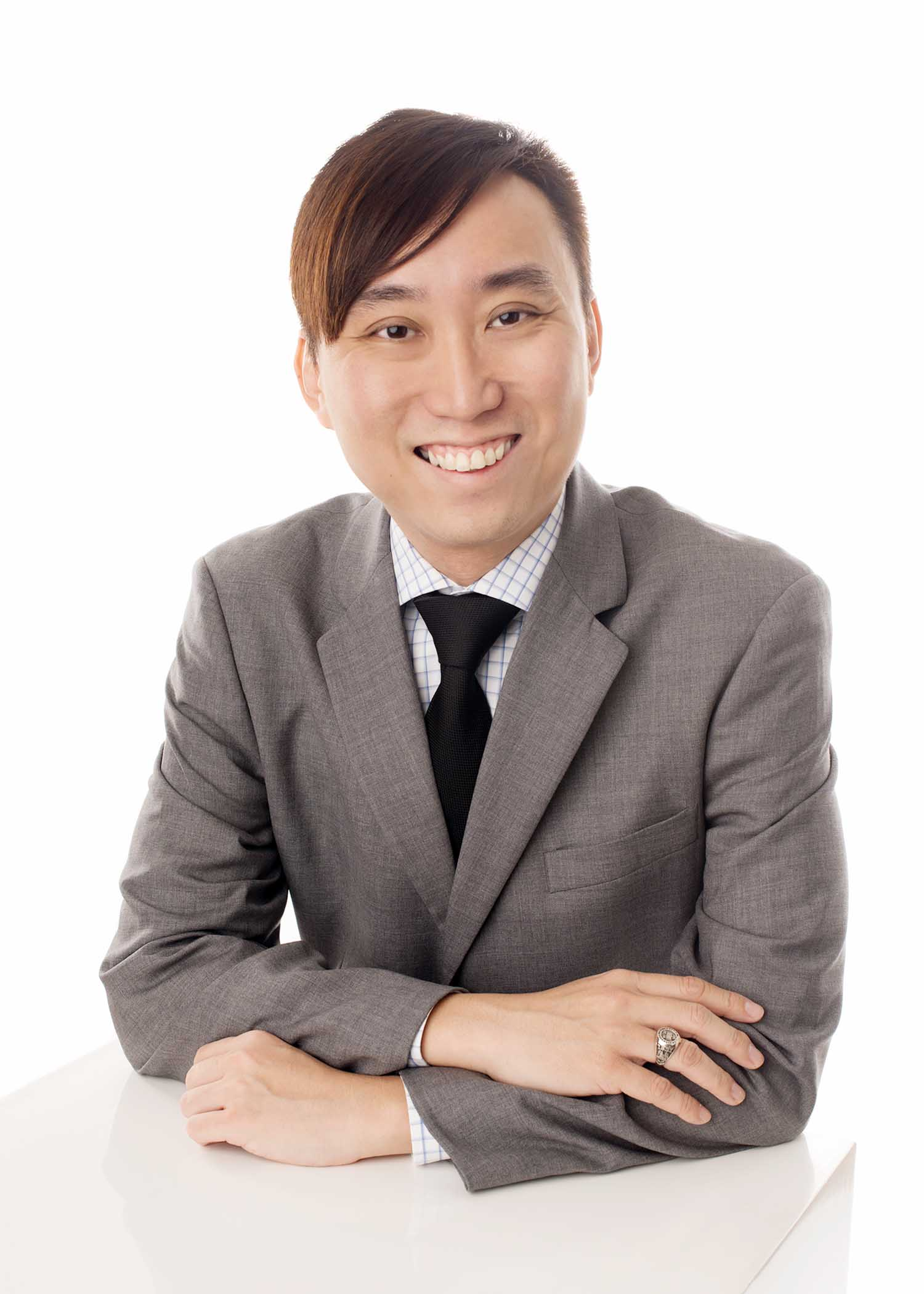
Calvin Cheng, empresario de Singapur y exmiembro nominado del Parlamento.

Un Miembro Nominado del Parlamento (en inglés: Nominated Member of Parliament), y abreviado como NMP, cuya castellanización más cercana sería Miembro Designado del Parlamento, es como se conoce a los miembros del Parlamento de la República de Singapur que son designados por el Presidente por un período de dos años. No están afiliados a ningún partido político ni representan a ninguna circunscripción, a diferencia de los MP electos y de los Miembros del Parlamento No Circunscripcionales (NCMP). En la actualidad hay nueve NMP. Se introdujeron en septiembre de 1990 bajo la premisa de otorgar más voces independientes al legislativo, lo que implicó una fuerte modificación en el sistema parlamentario de tipo Westminster por el que se regía Singapur.
Los NMP son nombrados por un período de dos años y medio por recomendación de un Comité Especial Selecto presidido por el presidente del Parlamento. El Comité puede nominar personas que hayan prestado un servicio público distinguido o que hayan traído honor a Singapur, y también invita a propuestas de candidatos de grupos comunitarios en los campos de las artes y las letras, la cultura, las ciencias, los negocios, la industria, las profesiones, sociales o el servicio comunitario y el movimiento sindical. En 2009, el primer ministro Lee Hsien Loong propuso en el Parlamento que el Comité también designe a figuras de la sociedad civil, como candidatos del movimiento ambiental, jóvenes activistas, nuevos ciudadanos y líderes comunitarios y de base. Además, el Comité debe tener en cuenta la necesidad de que los NMP reflejen una gama lo más amplia posible de opiniones independientes y no partidistas. Con respecto a sus prerrogativas y limitaciones en el Parlamento, los NMP pueden participar en debates y votar sobre todas las cuestiones, excepto enmiendas a la Constitución, proyectos relacionados con fondos públicos, mociones de censura contra el gobierno, y procedimientos de juicio político contra el presidente de la República.
Al igual que el concepto de los NCMP, la figura de NMP se considera un aspecto fundamental del sistema de partido hegemónico encabezado por el Partido de Acción Popular (PAP) y ha sido objeto de diversas críticas. Se ha cuestionado que el esquema es antidemocrático, ya que los NMP al no ser elegidos no tienen ningún incentivo para expresar las opiniones del electorado en el Parlamento. También se ha afirmado que el esquema refuerza el punto de vista tecnócrata y elitista del PAP. Por otro lado, los defensores del esquema afirman que los NMP han ejercido presión sobre los parlamentarios del PAP para que sean más competentes en el Parlamento.
Los NMP han hecho contribuciones al panorama político de Singapur. En 1996, la Ley de manutención de los padres (Cap. 167B, 1996 Rev. Ed.) Se convirtió en la primera ley pública que se originó a partir de un proyecto de ley iniciado por un NMP, Walter Woon. Durante los debates parlamentarios, los NMP también han ofrecido opiniones críticas sobre las políticas gubernamentales. El plan fue declarado un éxito por Lee Hsien Loong en 2009, y los NMP se convirtieron en una característica permanente del Parlamento; antes de este cambio, el Parlamento tenía que resolver dentro de los seis meses posteriores a cada elección si los NMP debían ser nombrados.